# Joey Hughes
Joseph „Joey“ Hughes (* 3. Juli 1984 in Springvale) ist ein australischer Eishockeyspieler, der seit 2018 bei CBR Brave aus Canberra in der Australian Ice Hockey League unter Vertrag steht.

## Karriere
Joey Hughes begann seine Karriere als Eishockeyspieler in der kanadischen Juniorenliga British Columbia Hockey League, in der er von 2000 bis 2005 für die Cowichan Valley Capitals und Trail Smoke Eaters aktiv war. Anschließend spielte der Flügelspieler vier Jahre lang für die Mannschaft des College of St. Scholastica in der Division III der National Collegiate Athletic Association, ehe er in der Saison 2009/10 sein Debüt im professionellen Eishockey gab, als er in 39 Spielen für die Pensacola Ice Flyers aus der Southern Professional Hockey League 21 Scorerpunkte, davon neun Tore, erzielte. In den Jahren 2006, 2006 und 2007 spielte der Australier zudem jeweils in der Sommerpause für Melbourne Ice in der Australian Ice Hockey League. Dabei gewann er mit seiner Mannschaft 2006 den V.I.P.-Cup für den Sieg in der Hauptrunde der AIHL. Seit der Saison 2010 steht er ausschließlich für Melbourne Ice in der AIHL auf dem Eis. 2010 gewann er mit diesen auf Anhieb den Goodall Cup, den australischen Meistertitel. Diesen Erfolg konnte er in den beiden folgenden Jahren mit seiner Mannschaft wiederholen. 2011 gewann er mit Melbourne Ice zudem die H Newman Reid Trophy als Sieger der Hauptrunde der ALIH. 2014 wechselte er zum Lokalkonkurrenten Mustangs IHC, mit denen er auf Anhieb deren ersten Goodall-Cup-Sieg feiern konnte. Aber bereits 2016 kehrte er zu Melbourne Ice zurück und gewann 2017 erneut den Goodall Cup. Seit 2018 steht er bei CBR Brave auf dem Eis.

### International
Für Australien nahm Hughes im Juniorenbereich ausschließlich an der U20-Junioren-D-Weltmeisterschaft 2000 teil. Im Seniorenbereich stand er im Aufgebot seines Landes bei den Weltmeisterschaften der Division II 2004, 2005, 2006, 2007, 2008 und 2011 sowie bei der Weltmeisterschaft der Division I 2012. Vor allem bei der WM der Division II 2011 in Melbourne konnte er überzeugen und hatte mit sieben Toren und vier Vorlagen in vier Spielen entscheidenden Anteil am Wiederaufstieg der Australier in die Division I. Mit seiner Punktausbeute war er sowohl Topscorer als auch Toptorschütze der Gruppe A und wurde zu deren besten Stürmer gewählt.

## Erfolge und Auszeichnungen
- 2006 Gewinn des V.I.P.-Cups mit Melbourne Ice
- 2010 Goodall-Cup-Gewinn mit Melbourne Ice
- 2011 Goodall-Cup-Gewinn und Gewinn der H Newman Reid Trophy mit Melbourne Ice
- 2012 Goodall-Cup-Gewinn mit Melbourne Ice
- 2014 Goodall-Cup-Gewinn mit dem Mustangs IHC
- 2017 Goodall-Cup-Gewinn mit Melbourne Ice

### International
- 2008 Aufstieg in die Division I bei der Weltmeisterschaft der Division II, Gruppe B
- 2011 Aufstieg in die Division I bei der Weltmeisterschaft der Division II, Gruppe A
- 2011 Bester Stürmer der Weltmeisterschaft der Division II, Gruppe A
- 2011 Topscorer der Weltmeisterschaft der Division II, Gruppe A
- 2011 Bester Torschütze der Weltmeisterschaft der Division II, Gruppe A

## Statistik
(Stand: Ende der Saison 2017)